# Olympische Sommerspiele 1900/Leichtathletik – 200 m Hürden (Männer)
Der 200-Meter-Hürdenlauf der Männer bei den Olympischen Spielen 1900 in Paris wurde am 16. Juli 1900 im Croix Catelan entschieden. An ein und demselben Tag fanden zwei Vorläufe und das Finale statt.
Dieser Wettbewerb stand nur zweimal im olympischen Programm. Hier in Paris wurde er erstmals und vier Jahre später in St. Louis letztmals ausgetragen.
Olympiasieger wurde der US-Amerikaner Alvin Kraenzlein. Zweiter wurde der Inder Norman Pritchard vor Walter Tewksbury aus den Vereinigten Staaten.

## Rekorde
Der damals noch inoffiziell geführte Weltrekord wurde in einem Rennen auf einer geraden Bahn über 220 Yards erreicht, das entspricht 201,168 Metern. Da dieser Wettbewerb erstmals olympisch war, gab es noch keinen olympischen Rekord.
| Weltrekord | 23,6 s | Alvin Kraenzlein | USA | 1898 |

Folgende Rekorde wurden bei diesen Olympischen Spielen über 200 Meter Hürden gebrochen oder eingestellt:
| OR | 27,0 s | Alvin Kraenzlein | USA    | 1. Vorlauf, 16. Juli |
| OR | 26,8 s | Norman Pritchard | Indien | 2. Vorlauf, 16. Juli |
| OR | 25,4 s | Alvin Kraenzlein | USA    | Endlauf, 16. Juli    |

## Medaillen
Wie schon bei den I. Olympischen Spielen vier Jahre zuvor gab es jeweils eine Silbermedaille für den Sieger und Bronze für den zweitplatzierten Athleten. Der Sportler auf Rang drei erhielt keine Medaille.

## Ergebnisse

### Vorläufe

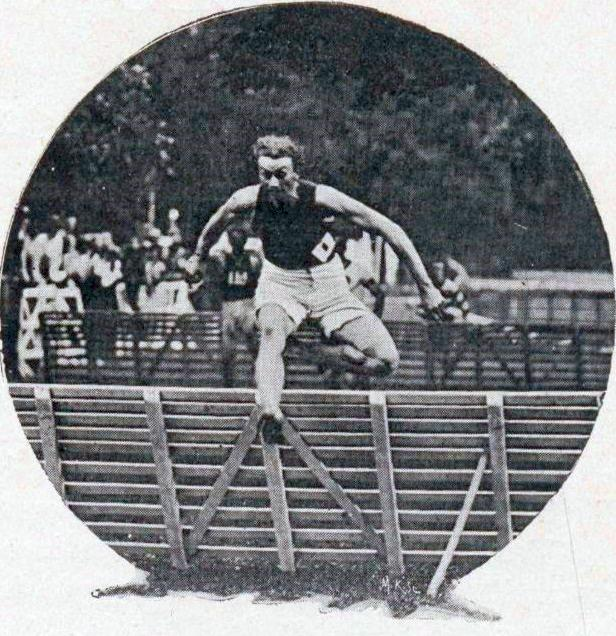
Der vierfache Olympiasieger dieser Spiele Alvin Kraenzlein

Es gab zwei Vorläufe, aus denen je zwei Läufer – farbig unterlegt – das Finale erreichten. Hier gibt es ab Rang vier in den verschiedenen Quellen wieder voneinander abweichende Darstellungen.

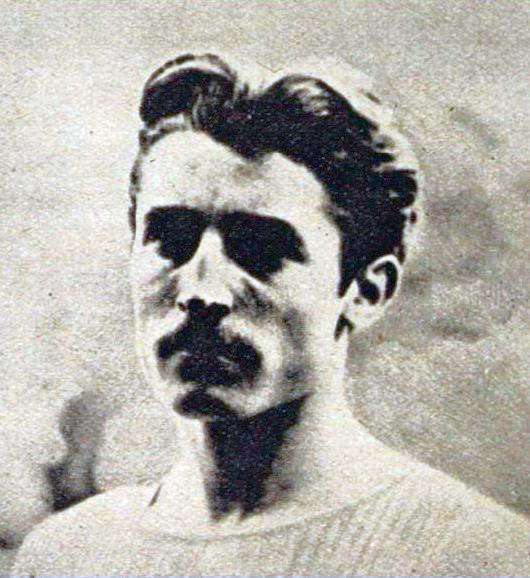
Henri Tauzin – ausgeschieden als Vierten des zweiten Vorlaufs

Vorlauf 1
| Platz | Name              | Land | Zeit      |    |
| ----- | ----------------- | ---- | --------- | -- |
| 1     | Alvin Kraenzlein  | USA  | 27,0 s    | OR |
| 2     | Eugène Choisel    | FRA  | unbekannt |    |
| 3     | Frederick Moloney | USA  | unbekannt |    |
| ?     | William Remington | USA  | unbekannt |    |
| ?     | Gustav Adolf Rau  | GER  | unbekannt |    |

| Platz | Name              | Land | Zeit      |    |
| ----- | ----------------- | ---- | --------- | -- |
| 1     | Alvin Kraenzlein  | USA  | 27,0 s    | OR |
| 2     | Eugène Choisel    | FRA  | unbekannt |    |
| 3     | Frederick Moloney | USA  | unbekannt |    |
| 4     | Gonduin           | FRA  | unbekannt |    |

| Resultat nach SportsReference \| Platz \| Name \| Land \| Zeit \| \| \| ----- \| ----------------- \| ---- \| --------- \| ------------- \| \| 1 \| Alvin Kraenzlein \| USA \| 27,0 s \| OR \| \| 2 \| Eugène Choisel \| FRA \| unbekannt \| 4 y zurück \| \| 3 \| Frederick Moloney \| USA \| unbekannt \| 4 y 1 ft zur. \| \| 4 \| William Remington \| USA \| unbekannt \| \| \| 5 \| Gustav Adolf Rau \| GER \| unbekannt \| \| |                   |      |           |               |
| Platz | Name              | Land | Zeit      |               |
| 1 | Alvin Kraenzlein  | USA  | 27,0 s    | OR            |
| 2 | Eugène Choisel    | FRA  | unbekannt | 4 y zurück    |
| 3 | Frederick Moloney | USA  | unbekannt | 4 y 1 ft zur. |
| 4 | William Remington | USA  | unbekannt |               |
| 5 | Gustav Adolf Rau  | GER  | unbekannt |               |

Vorlauf 2
| Platz | Name             | Land | Zeit      |    |
| ----- | ---------------- | ---- | --------- | -- |
| 1     | Norman Pritchard | IND  | 26,8 s    | OR |
| 2     | Walter Tewksbury | USA  | unbekannt |    |
| 3     | Thaddeus McClain | USA  | unbekannt |    |
| 4     | Henri Tauzin     | FRA  | unbekannt |    |
| ?     | William Lewis    | USA  | unbekannt |    |
| ?     | Zoltán Speidl    | HUN  | unbekannt |    |

| Platz | Name             | Land | Zeit      |    |
| ----- | ---------------- | ---- | --------- | -- |
| 1     | Norman Pritchard | IND  | 26,8 s    | OR |
| 2     | Walter Tewksbury | USA  | unbekannt |    |
| 3     | McLean           | USA  | unbekannt |    |
| 4     | Henri Tauzin     | FRA  | unbekannt |    |

| Resultat nach SportsReference \| Platz \| Name \| Land \| Zeit \| \| \| ----- \| ---------------- \| ---- \| --------- \| ---------- \| \| 1 \| Norman Pritchard \| IND \| 26,8 s \| OR \| \| 2 \| Walter Tewksbury \| USA \| unbekannt \| 2 y zurück \| \| 3 \| Thaddeus McClain \| USA \| unbekannt \| 3 y zurück \| \| 4 \| Henri Tauzin \| FRA \| unbekannt \| \| \| 5 \| William Lewis \| USA \| unbekannt \| \| \| 6 \| Zoltán Speidl \| HUN \| unbekannt \| \| |                  |      |           |            |
| Platz | Name             | Land | Zeit      |            |
| 1 | Norman Pritchard | IND  | 26,8 s    | OR         |
| 2 | Walter Tewksbury | USA  | unbekannt | 2 y zurück |
| 3 | Thaddeus McClain | USA  | unbekannt | 3 y zurück |
| 4 | Henri Tauzin     | FRA  | unbekannt |            |
| 5 | William Lewis    | USA  | unbekannt |            |
| 6 | Zoltán Speidl    | HUN  | unbekannt |            |

### Finale
| Platz | Name             | Land | Zeit      |            |
| ----- | ---------------- | ---- | --------- | ---------- |
| 1     | Alvin Kraenzlein | USA  | 25,4 s    | OR         |
| 2     | Norman Pritchard | IND  | unbekannt | 5 y zurück |
| 3     | Walter Tewksbury | USA  | unbekannt | 6 y zurück |
| 4     | Eugène Choisel   | FRA  | unbekannt |            |

Alvin Kraenzlein hatte im Ziel einen Vorsprung von fünf Yards auf Norman Pritchard, dieser distanzierte Walter Tewksbury, der am Tag zuvor bereits Silber über 60 Meter gewonnen hatte, um ein Yard. Auch Pritchard gewann sechs Tage später noch eine Silbermedaille, und zwar über 200 Meter. Der Autor ‘‘zur Megede’’ benennt einen Rückstand von zehn Metern von Pritchard auf den Sieger Kraenzlein.

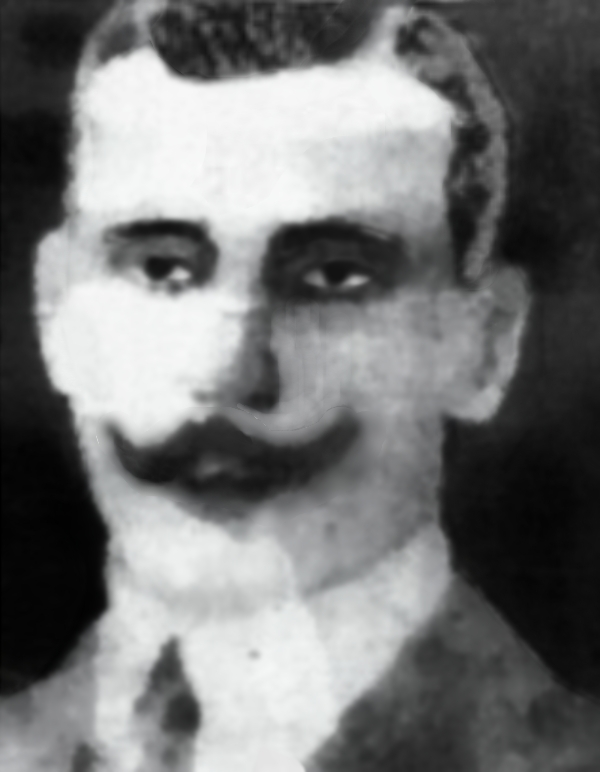
Norman Pritchard – Olympiazweiter über 200 Meter und 200 Meter Hürden
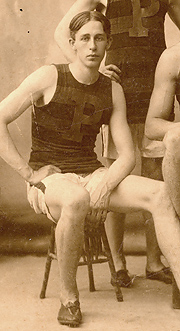
Der Olympiadritte über 200 Meter Hürden Walter Tewksbury war außerdem auch Sieger über 200 Meter und 400 Meter Hürden sowie Zweiter über 60 und 100 Meter
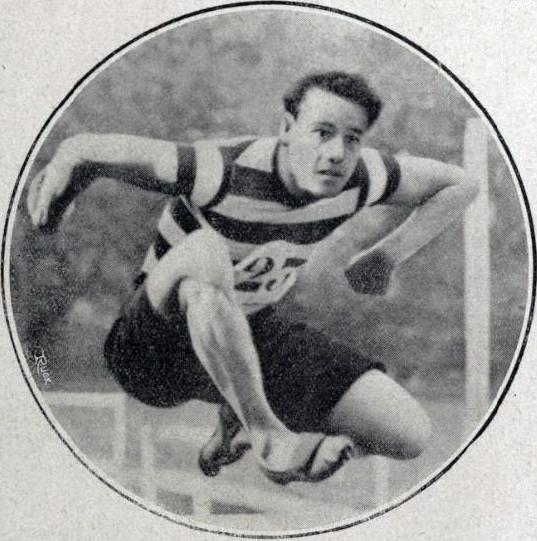
Rang vier für Eugène Choisel